# Куприяново (Смоленская область)
Куприяново — деревня в Руднянском районе Смоленской области России. Входит в состав Понизовского сельского поселения. По состоянию на 2007 год постоянного населения не имеет. 
Расположена в западной части области в 31 км к северу от Рудни, в 19 км западнее автодороги Р133 Смоленск — Невель, на берегу реки Рутавечь. В 31 км южнее деревни расположена железнодорожная станция Рудня на линии Смоленск — Витебск. 

## История
В годы Великой Отечественной войны деревня была оккупирована гитлеровскими войсками в июле 1941 года, освобождена в октябре 1943 года.